# Clinica Burzynski
La Clinica Burzynski si trova in Texas, Stati Uniti.La clinica è stata fondata nel 1976 e offre un trattamento indimostrato per il cancro. La clinica è conosciuta per la controversa terapia con “antineoplastoni”, una chemioterapia che utilizza componenti che chiama "antineoplastoni", ideata dal fondatore della clinica, Stanislaw Burzynski negli anni 70.
La clinica è stata oggetto di critiche principalmente per il modo in cui la terapia di antineoplastoni è promossa, i costi per i malati di cancro che partecipano in test clinici di antineoplastoni, i problemi con il modo con cui vengono gestite queste prove, e le cause legali intentate in seguito alla vendita della terapia senza l'approvazione del consiglio. Inoltre, non c'è alcuna prova scientifica dell'efficacia clinica di combinazioni di antineoplastoni per diverse malattie.

## Stanislaw Burzynski
Stanislaw Rajmund Burzynski, è il fondatore, il direttore generale e il presidente della controversa Burzynski Research Institute Inc. con base a Houston e Stafford, Texas.
Burzynski è nato il 23 gennaio, 1943 a Lublino, Polonia. Quando si è laureato all'età di 24 anni dall'Accademia medica di Lublino, aveva già pubblicato 14 articoli scientifici. L'anno successivo ha conseguito un Ph.D. in biochimica.
Burzynski si è trasferito negli Stati Uniti nel 1970. Ha lavorato a Baylor College fino al 1977 quando ha istituito il Burzynski Research Laboratory dove somministrava la terapia con antineoplastoni, inizialmente a 21 pazienti ma poi ad un numero maggiore di pazienti come trattamento “sperimentale”, aprendosi immediatamente ad “accuse di condotta non etica e sospettato di essere diventato un mercante di falsa speranza” che hanno portato a diversi incidenti di controversia mediatica.
Burzynski ha fondato il Burzynski Research Institute nel 1984. È autore di diverse pubblicazioni di ricerca sugli agenti antineoplastoni e detiene i brevetti americani sui trattamenti.
Nel 2013 a Burzynski è stato conferito il Pigasus Award dalla James Randi Educational Foundation, assegnato tutti gli anni al primo aprile per le truffe.

### Pubblicazioni
Burzynski ha pubblicato circa una dozzina di articoli accademici, principalmente casi clinici e relazioni dei test clinici dove rivendica l'efficacia degli antineoplastoni. Gli articoli sono stati sovente fonte di controversa accademica, con i revisori che disputavano il modo in cui venivano progettati i test clinici e la validità scientifica dei risultati pubblicati.

## Terapia con antineoplastoni
Antineoplastoni (Antineoplasons) è il nome coniato da Burzynski che indica un gruppo di peptidi, derivati di peptidi e miscela che utilizza come cura alternativa per il trattamento del cancro. La parola è derivata da neoplasm.
La terapia con antineoplastoni viene offerta negli Stati Uniti dal 1984 ma non è stata approvata per utilizzo generale. I componenti sono venduti e somministrati solo all'interno dei test clinici alla Clinica Burzynski e al Burzynski Research Institute.
Burzynski ha dichiarato di aver iniziato ad indagare l'uso degli antineoplastoni dopo aver individuato, quello che lui ha considerato, delle differenze significative tra i peptidi nel sangue dei pazienti affetti da cancro e quelli di un gruppo di controllo. Burzynski ha inizialmente identificato gli antineoplastoni da sangue umano. Poiché peptidi simili erano stati isolati da urina, i primi lotti del trattamento di Burzynski erano isolate dall'urina. Dal 1980 produce i composti sinteticamente.
La prima frazione di peptide attiva identificata era chiamata antineoplaston A-10 (3-phenylacetylamino-2,6-piperidinedione). Da A-10 è stato derivato antineoplaston AS2-1, un mesculio di acido fenilacetico e phenylacetylglutamine. Il sito web della clinica Burzynski afferma che l'ingrediente attivo dell'antineoplaston A10-1 è il phenylacetylglutamine.
Dal 2011, la clinica commercializza gli antineoplastoni come “terapia del cancro genetica mirata e personalizzata” suscitando ulteriori polemiche in quanto il trattamento non ha alcuna relazione con la terapia genetica mirata e include solo in modo superficiale elementi di medicina personalizzata.

### Studi clinici
Per la definizione delle fasi degli studi clinici, vedere studi clinici.
Gli studi clinici iniziati nel 1993 e sponsorizzati dal National Cancer Institute (NCI) sono stati chiusi perché non è stato possibile reclutare pazienti che avessero le caratteristiche desiderate.
Negli anni 1994-1997, uno studio clinico di Fase II in pazienti con astrocitoma anaplastico o glioblastoma multiforme è stato condotto sotto gli auspici del NCI. A causa dei criteri stringenti di reclutamento voluti da Burzynski, in un periodo di 2 anni solo 9 pazienti sono stati reclutati, sei dei quali sono stati valutati per risposta. Secondo gli autori dello studio, “la piccola dimensione del campione, non consente di trarre conclusioni definitive sull'efficacia del trattamento”, tuttavia, tutti e sei pazienti mostravano segni di progressione del tumore dopo trattamenti di durata tra i 16 e i 68 giorni. I nove pazienti sono morti; otto dei quali per progressione del tumore. Gli autori dello studio hanno concluso che “L'efficacia degli antineoplastoni A10 e AS2-1 rimane incerto. Non siamo stati in grado di documentare l'efficacia in nessuno dei sei pazienti valutabili.”
Prima del 1997, pazienti sottoposti a trattamenti con antineoplastoni erano trattati dalla clinica senza monitoraggio esterno. Dal 1998, a seguito di un accordo con l'FDA, Burzynski è stato autorizzato a prescrivere i suoi antineoplastoni solo come un nuovo farmaco sperimentale (Investigational New Drug(IND)) in fase di studio clinico registrato. Pertanto, Burzynski ha progettato un nuovo studio clinico che comprendesse tutti i suoi attuali pazienti, come descritto dal suo avvocato, Richard Jaffe:
Il protocollo CAN-1 comprendeva quasi 200 pazienti e il trattamento di almeno una dozzina di tipi di cancro diversi. E poiché tutti i pazienti erano già in trattamento, non poteva esserci alcuna possibilità che uscissero dei dati significativi dalla cosiddetta sperimentazione clinica. Era un artificio, un veicolo creato da noi e dal FDA per somministrare legalmente il trattamento Burzynski ai pazienti. Il FDA voleva che tutti i paienti di Burzynski fossero un IND, ed è così che abbiamo fatto.»
Inoltre, Jaffe ha segnalato che “per assicurarsi che Burzynski potesse trattare nuovi pazienti”,
Dalla metà degli anni 90 Burzynski ha registrato circa 60 studi clinici sugli antineoplastoni e a dicembre 2010, uno studio clinico di Fase III, che non è stato aperto per reclutamento pazienti. Nessun studio clinico ha pubblicato dei risultati, e tutti gli studi sono stati interrotti (nessun paziente nuovo permesso) a seguito di ispezioni del FDA nel 2013 che hanno trovato (per la terza volta consecutiva) problemi significativi con il suo comitato istituzionale di revisione, e secondo studi pubblicati nel novembre 2013, notevoli problemi con la condotta sia della clinica che di Stanislaw Burzynski come principale investigatore.

### Efficacia
Sebbene Burzynski e i suoi associati rivendicano successo nell'uso di combinazioni di antineoplastoni per il trattamento di varie malattie, non c'è alcuna prova dell'efficacia clinica di questi metodi. Il consenso tra i professionisti della comunità, rappresentati dall'American Cancer Society e il Cancer Research UK tra gli altri, è che la terapia con antineoplastoni è non dimostrata e che la probabilità generale che il trattamento dia gli esiti che rivendica Burzynski è bassa a causa della mancanza di meccanismi credibili per il suo funzionamento e lo scarso stato della ricerca, dopo più di 35 anni di indagini.
Benché la terapia con antineoplastoni è contrassegnata come una terapia non tossica, alternativa alla chemioterapia, secondo David Gorski, è una forma di chemioterapia con significative controindicazioni note.
Scienziati indipendenti non sono stati in grado di riprodurre i risultati positivi riportati negli studi di Burzynski: la NCI ha osservato che nessuno ricercatore al di fuori di Burzynski e dei suoi associati è riuscito a riprodurre i suoi risultati, e il Cancer Research UK ha dichiarato che “le prove scientifiche disponibile non sostengono le affermazioni che la terapia con antineoplastoni è efficace nel trattamento o nella prevenzione del cancro.”
Non esistono delle prove convincenti dagli studi randomizzati controllati nella letteratura scientifica che gli antineoplastoni sono utili nei trattamenti del cancro, e il Food and Drug Administration (FDA) americana non ha approvato questi prodotti per il trattamento di alcuna malattia. L'American Cancer Society ha dichiarato dal 1983 che non ci sono prove che gli antineoplastoni abbiano alcun effetto benefico sul cancro e ha sconsigliato l'acquisto di questi prodotti alle persone in quanto possono avere delle serie conseguenze sulla salute. Una recensione medica del 2004 ha descritto la terapia con antineoplastoni come una “terapia smentita.”
Nel 1998 tre noti oncologi sono stati arruolati dal notiziario settimanale di Washington, The Cancer Letter per condurre delle recensioni indipendenti della ricerca sugli antineoplastoni proveniente dagli studi clinici effettuati da Burzynski. Hanno concluso che gli studi sono stati progettati male, sono non interpretabili e “così difettosi che non è possibile determinare se funzionano davvero.” Uno di loro ha descritto la ricerca “sciocchezza scientifica”. In aggiunta agli interrogativi sui metodi di ricerca di Burzynski, gli oncologi hanno trovato una significativa tossicità in alcuni pazienti, tale da possibilmente mettere in pericolo di vita le persone sottoposte alla terapia con antineoplastoni.
Il Memorial Sloan-Kettering Cancer Center ha dichiarato: “In conclusione: non c'è alcuna prova chiara al sostegno degli effetti anticancro degli antineoplastoni negli esseri umani.”

## Questioni legali

### Avvertenze FDA
L'uso e la pubblicità di antineoplastoni come una terapia non approvata per il cancro da parte di Burzynski sono stati ritenuti illegali da FDA americana e dal Procuratore generale di Stato del Texas, che hanno imposto dei limiti alla vendita e alla pubblicità della terapia.
Nel 2009, il FDA ha emesso una lettera di avvertimento al Burzynski Research Institute, dichiarando che un'indagine ha stabilito che il Burzynski Institutional Review Board (IRB) “non ha aderito ai requisiti di legge applicabili e alle normative di FDA sul controllo della protezione di soggetti umani.” Ha identificato un certo numero di risultati, tra le altre cose, che il IRB aveva approvato della ricerca senza assicurarsi la minimizzazione del rischio verso i pazienti, non aveva preparato la documentazione scritta richiesta delle procedure o conservato la documentazione richiesta, e non ha condotto le recensioni continue richieste per gli studi. All'istituto è stato concesso quindici giorni per identificare le azioni che avrebbe intrapreso per evitare future violazioni.

Un'altra avvertenza emessa nell'ottobre 2012 sulla pratica della Clinica Burzynski di pubblicizzare farmaci sperimentali come “sicuri ed efficaci” notando che: 
I siti web, compreso i comunicati stampa e i video pubblicitari che contengono affermazioni come i seguenti che promuovono la sicurezza e/o efficacia degli Antineoplastoni per gli scopi per i quali sono oggetto di ricerca oppure per altrimenti promuovere i farmaci [...] Dato che gli antineoplastoni sono nuovi farmaci sperimentali, le loro indicazioni, avvertenze, precauzioni, effetti collaterali e dosaggio e somministrazione non sono stati stabiliti e sono sconosciuti al momento. Promuovere gli Antineoplastoni come sicuri e efficaci per gli scopi per i quali sono oggetto di ricerca come rilevato sopra, costituisce una violazione di 21 CFR 312.7 (a).»
(Lettera di applicazione FDA Originale in inglese)
Questa lettera impone la cessazione di attività promozionali non conformi, compreso l'uso di testimonianze e interviste promozionali dello stesso Burzynski.
Nel giugno 2012, gli studi clinici con antineoplastoni sono stati interrotti dopo la morte di un paziente bambino. A gennaio e a febbraio 2013, il FDA ha ispezionato Burzynski e il suo IRB a Huston. Nel dicembre 2013, il FDA ha rilasciato i suoi risultati attraverso delle lettere di avvertimento a Burzynski, esprimendo “preoccupazioni in materia di sicurezza e di integrità dati, così come preoccupazioni circa l'adeguatezza delle misure di salvaguardia dei pazienti sul vostro sito...”
Nel novembre 2013 il FDA ha pubblicato la nota delle osservazioni di un'ispezione di Stanislaw Burzynski nel ruolo di principale investigatore che ha avuto luogo tra gennaio e marzo 2013. Tra i risultati c'erano “[mancanza] di ottemperare ai requisiti di protocollo in relazione all'esito primario, alla risposta terapeutica […], per il 67% degli soggetti dello studio esaminati durante l'ispezione,” accettare pazienti che non soddisfacevano i criteri di inclusione, non hanno fermato/sospeso il trattamento quando i pazienti avevano delle gravi reazioni tossiche agli antineoplastoni, e non hanno segnalato tutti gli episodi avversi. Inoltre, il FDA ha detto a Burzynski “Non hai protetto i diritti, la sicurezza e il benessere dei soggetti che avevi in cura. Quarantotto soggetti hanno avuto 102 overdose di sperimentazione tra il 1 gennaio 2005 e il 22 febbraio 2013 […] Non esiste alcuna documentazione che dimostri che tu abbia implementato delle azioni correttive in questo periodo per assicurare la sicurezza e il benessere dei soggetti.” Inoltre, il FDA ha osservato che Burzynski ha negato il consenso informato ai pazienti perché non gli ha informati dei costi aggiuntivi che avrebbero potuto sostenere durante la terapia e che lui non poteva essere responsabile per la scorta del farmaco sperimentale. Infine, il FDA ha osservato: “Le tue […] misure dei tumori registrati inizialmente sui fogli di lavoro come linea base e in-studio terapia […] per tutti i soggetti degli studi sono stati distrutti e non sono stati disponibili per l'ispezione di revisione di FDA, “ il che significa che non c'è alcun modo per il FDA di verificare le dimensioni iniziali dei tumori o qualsiasi effetto che gli antineoplastici possono aver avuto.
Nella risposta scritta di Burzynski all'ispezione del 2013 di FDA, scrive che i ricercatori “hanno rispettato tutti i criteri per la valutazione delle risposte e hanno fatto degli accertamenti accurati per la risposta dei tumori.” E che il suo personale lavora duramente per istruire i famigliari di pazienti che fanno le cure a casa, ma qualche volta quell'inesperienza può risultare in overdose che Burzynski dice dovrebbe solo rendere il paziente sonnolento.”
Nel dicembre 2013, il FDA ha emesso due lettere di ammonimento, una al Burzynski Institutional Review Board e l'altra a Stanislaw Burzynski, l'oggetto delle quali sono state le ispezioni di febbraio. Il FDA ha trovato che sia Burzynski che IRB non hanno, in gran parte, affrontato i problemi che erano stati identificati nelle lettere di osservazione fatte. La lettera a Burzynski ha riportato problemi seri con le cartelle cliniche dei pazienti, tra le quali quella di un paziente pediatrico che è morto mentre in cura da Burzynski e la cui morte ha fatto scattare l'indagine.
Il 23 marzo 2014, il quotidiano, USA Today ha scritto che il FDA ha deciso di permettere ad “una manciata” di pazienti affetti da cancro di ricevere il trattamento del Dott. Burzynski a patto che i pazienti non ricevessero il trattamento direttamente da lui.

### Commissione medica del Texas
A luglio 2014, la Commissione medica del Texas ha depositato un reclamo di 202 pagine contro Burzynski all'Ufficio di udienze amministrative dello Stato del Texas. Il reclamo riguarda accuse che includono il trarre in inganno i pazienti facendoli pagare dei costi esorbitanti, presentare persone non qualificate come medici autorizzati, trarre in inganno i pazienti per fargli accettare delle cure da persone senza adeguata istruzione o formazione nel trattamento del cancro. Citando esempi di problemi con 29 pazienti, che sono elencati nel documento, la commissione ha detto che “combinazioni non approvate di chemioterapia altamente tossiche” erano state prescritte “in modi nocivi a diversi pazienti.”
L'uso di agenti chemioterapici dalla clinica è stato caratterizzato come “casuale” e il loro uso di combinazioni non approvati “con nessun beneficio conosciuto, ma chiaramente nocivi”, dalla Commissione Medica del Texas, che regola e autorizza medici nello stato del Texas gli ha porto ad una causa legale contro Burzynski. Burzynski è stato assolto perché non aveva personalmente scritto le ricette.

### Procedimenti legali
Nel 1994 un tribunale ha istituito contro Burzynski un caso di frode assicurativa. Secondo lo SMU Law Review, Burzynski ha truffato il fondo pensionistico ERISA, fatturandolo per un “trattamento” non approvato con gli antineoplastoni, violando le condizioni del piano sanitario che copriva.
Nel 2010, la Commissione Medica dello stato del Texas ha depositato una denuncia con molteplici accuse contro Burzynski per non aver soddisfatto le norme mediche statali. Un appello che contestava le restrizioni pubblicitarie in base alle leggi della libertà di parola è stato respinto perché si trattava di discorso commerciale promuovendo un'attività illegale. Questa denuncia è stata ritirata nel novembre 2012 dopo che il giudice ha permesso a Burzynski di ripudiare la responsabilità delle azioni del personale della clinica.
Nel gennaio 2012, Lola Quinlan, un'anziana paziente con il cancro allo stadio IV, ha citato in giudizio il Dott. Burzynski per aver utilizzato di tattiche false e fuorvianti per “truffarla di $100 000.” Ha anche citato in giudizio le sue aziende, La Clinica Burzynski, il Burzynski Research Institute e Southern Family Pharmacy, nel tribunale di contea Harris. Ha citato in giudizio per negligenza, falsa rappresentazione negligente, frode, commercio ingannevole e congiura.

### Minaccia alla critica on-line
A novembre 2011 uno scrittore di musica e redattore per il periodico britannico The Observer ha chiesto aiuto per la raccolta di £200 000 per curare la sua nipotina di 4 anni, che era stata diagnosticata con il glioma, alla Clinica Burzynski. alcuni Blogger riferivano altri casi di pazienti che avevano speso cifre analoghe per il trattamento ed erano morti, contestavano la validità dei trattamenti di Burzynski. Marc Stephens, che si è identificato come rappresentante della Clinica Burzynski, ha inviato email accusandoli di diffamazione esigendo che la copertura di Burzynski venisse rimossa dai loro siti. Un blogger che ha ricevuto le email minacciose da Stephens era Rhys Morgan, un diciassettenne studente delle superiori di Cardiff, Wales, precedentemente noto per aver esposto il Miracle Mineral Suppliment(soluzione minerale miracolosa). Un altro blogger era Andy Lews, scettico e editore di Quackometer blog. Cory Doctorow di Boing Boing ha riassunto le minacce di Stephens e ha fatto riferimento all'effetto Streisand.
Dopo la ricaduta pubblicitaria provocata dalle minacce legali fatte da Stephens ai blogger, la clinica Burzynski ha emesso un comunicato stampa il 29 novembre 2011 confermando che la Clinica aveva assunto Stephens “per fornire servizi di ottimizzazione web e per tentare di fermare la disseminazione di informazioni false ed inesatte riguardo al Dott. Burzynski e alla Clinica,” scusandosi per i commenti fatti da Stephens ai blogger e per aver pubblicato on-line informazioni personali (per esempio un'immagine satellitare della casa di Morgan), rendendo noto che Stephens “non aveva più un rapporto professionale con la Clinca Burzynski.”
La storia, incluse le minacce contro i blogger, è stata trattata dalla BMJ (precedentemente the British Journal of Medicine). Il capo medico al Cancer Research UK ha espresso la sua preoccupazione al trattamento offerto e Andy Lewis di Quackometer e scrittore scientifico Simon Singh, che era stato precedentemente denunciato da British Chiropractic Association, ha detto che le leggi di diffamazione Inglesi nuocciono al dibattito pubblico di scienza e medicina, così alla sanità pubblica.
In un articolo dello Skeptical Inquirer pubblicato a Marzo 2014, lo scettico Robert Blaskiewicz narra le attività da parte degli scettici per indagare e sfidare le affermazioni di Burzynski circa i trattamenti del cancro. Ha denunciato le azioni aggressive dei sostenitori di Burzynski verso i critici, come contattare i loro datori di lavoro, presentare denunce agli albi di stato e diffamazione. Blaskiewicz ha accuratamente indicato che sebbene Burzynski avesse destituito Marc Stephens, la sua clinica non aveva ritrattato gli avvisi di possibili cause legali contro i critici, questa è “una minaccia che pende sopra questi attivisti tutti i giorni”.

## Indagine USA Today
Il 15 novembre 2013, USA Today ha accusato Burzynski di vendere “false speranze alle famiglie” per anni. Si è affermato “Ci sono molti motivi che spiegano perché Burzynski è riuscito a rimanere in affari così a lungo. Ha beneficiato delle leggi dello stato che limitano l'autorità della Commissione Medica del Texas, nel togliergli l'autorizzazione, così come l'abilità dei malati terminali di raccogliere i danni. I suoi seguaci devoti sono disposti a lottare per lui. Ha sfruttato il crescente fascino che il pubblico ha per le medicine alternative e la diffidenza per l'istituzione medica.” Secondo la giornalista Szabo, poiché la Commissione Medica del Texas non è riuscita a sopprimergli l'autorizzazione e poiché suo figlio, Gregory Burzynski (che è anch'esso un medico) può rilevare la clinica se accade qualcosa a suo padre, il FDA non ha alcun modo di far uscire Burzynski dal mercato.
In un'intervista con Reporting on health la giornalista di USA Today, Liz Szabo ha spiegato perché l'appassionava tanto scrivere questo articolo. Ha detto:
Liz Szabo ha trovato i genitori di un bambino di 6 anni di New Jersey che è morto poco prima che il FDA emettesse il hold clinico a causa di un “evento avverso grave” nel giugno 2012. Era chiaro che la morte del bambino aveva spinto l'hold clinico, un fatto sconosciuto ai genitori. La notizia non è stata pubblicata finché non è apparsa nella relazione annuale del Burzynski Research Institute presentato alla Securities and Exchange Commission (Commissione per i Titoli e gli Scambi americana), il 29 maggio 2013. Nella stessa intervista, Szabo ha detto: “...è imperdonabile lasciare fuori i 36 anni di controversia che circonda quest'uomo, che si può trovare in qualche secondo facendo delle ricerche su web.”
Secondo quelli che sono stati consultati dalla Szabo, Burzynski fa affidamento su aneddoti per raccontare la sua storia. Persone che pensano di essere state guarite, potrebbero non essere state guarite. L'eventualità di una diagnosi errata, persone che ricevevano radiazioni e chemioterapia prima di iniziare alla clinica, e la difficoltà nel diagnosticare tumori al cervello sono tutte questioni che sono state sollevate. Burzynski ha risposto alle critiche in interviste, chiamandoli “concorrenti che vogliono metterci fuori del mercato”, “hooligan” e “sicari”. La Szabo dice:
La storia lo rivendicherà, dice Burzynski, come ha rivendicato altri “pionieri” in campo medico, come Louis Pasteur. In futuro, dice Burzynski, tutti useranno le sue terapie, e i trattamenti del cancro usati oggi – come ad esempio la chirurgia, la chemioterapia e le radiazioni – saranno giudicate barbariche. “Ci sarà un momento in cui le persone vedranno la luce,” essi dice, “e i nostri trattamenti saranno usati da tutti.”»
(Liz Szabo)

## Burzynski – Il cancro è una cosa seria
Due film di propaganda sono stati fatti che promuovono le affermazioni fatte dalla Clinica. Entrambi sono stati scritti, diretti e narrati da Eric Merola, un direttore artistico di spot televisivi.

### Prima parte – 2010
Il film del 2010, Burzynski, Cancer is a Serious Business(Il cancro è un affare serio) descrive l'uso degli antineoplastoni e le sue battaglie legali con agenzie governative e regolatori.. The Village Voice ha commentato che il film “infrange tutte le regole basilari del cinema etico” e che nell'intervistare solo i sostenitori di Burzynski, il produttore del film “o è insolitamente credulone oppure non capisce la differenza tra un documentario e un annuncio pubblicitario”.
Variety ha descritto il film come avente le qualità di una “teoria del complotto paranoica” e l'ha paragonato al National Enquirer, aggiungendo che i diagrammi esplicativi del film sono “semplicistici al punto di idiozia”. La rassegna cinematografica ha concluso che “nonostante il suo taglio infotainment, Burzynski si dimostra, in definitiva, convincente.” Prima del debutto di “Burzynski”, il corrispondente di Houston Press, Craig Malisow ha deriso la mancanza di oggettività del film, caratterizzandola come “una montatura peana che sceglie i fatti selettivamente e ignora qualsiasi critica”, ha criticato il progetto per aver presentato solo il lato della storia di Burzynski.

### Seconda parte - 2013
Il seguito del Cancer is Serious Business è uscito nel marzo 2013. Basandosi sull'analisi di trailer prima dell'uscita del film, e sui commenti fatti da Merola su un video blog, David Ghorski, medico, PhD, fellow di American College of Surgeons - Professore associato di chirurgia alla Wayne State University School of Medicine, e oncologo chirurgo al Barbara Ann Karmanos Cancer Institute – ha opinato che il nuovo film si concentrerà su “testimonianze (o aneddoti) ...di 'storie di successo'”; “'storie di conversione' di oncologi che sono diventati credenti di Burzynski”, attacchi ai critici e agli scettici di Burzynski; nel tentativo di giustificare Burzynski, “le enormi fatture per la sua terapia con antineoplastoni e le critiche che sta facendo pagare i soggetti di uno studio clinico” per essere inclusi negli studi clinici stessi; e la “rivendicazione”, attraverso uno studio clinico, ad oggi non pubblicato, del dott. Hideaki Tsuda, un anestesista-rianimatore al Kurume University Hospital in Giappone, che afferma l'efficacia degli antineoplastoni nel cancro del colon-retto metastatico.
La proiezione del film da CPT12-una stazione televisiva di Denver che aveva già mandato in onda documentari di “teorie del complotto sull'attentato al World Trade Center dell'11 settembre 2001 e che le tasse sono illegittime” ha generato una manciata di segnalazioni al Ombudsman PBS. Questi concordavano principalmente con i primi critici cinematografici, che si lamentavano di una grave mancanza di obbiettività del film. Inoltre, alcuni membri dello staff CPT sono stati criticati per non aver chiesto ad Eric Merola domande decisive.

## Documentario BBC Panorama
Nel giugno 2013, il programma della BBC, Panorama ha analizzato Burzynski in un documentario intitolato Curando il cancro oppure 'vendendo speranza' ai vulnerabili?, sostenendo che “Burzynski sfrutta una scappatoia legale” trattando pazienti “con antineoplastoni all'interno di uno studio clinico, così il farmaco non ha bisogno di un'autorizzazione” per 20 anni. Secondo il settimanale Watford Observer, la madre di Luna Petagine, una ragazza giovane con un tumore al cervello, ha messo “in dubbio” il trattamento costoso di Burzynski.
Il Reading Post ha scritto, “L'indagine di Panorama andata in onda lunedì, s'interrogava se la Clinica Burzynski sta 'vendendo speranza' alle famiglie”, che dubitava le statistiche fornite dalla Clinica Burzynski.” La Clinica ha presentato reclamo all'Ufficio delle Comunicazioni per il documentario ma il reclamo non è stato accolto.